# Formula Windsurfing

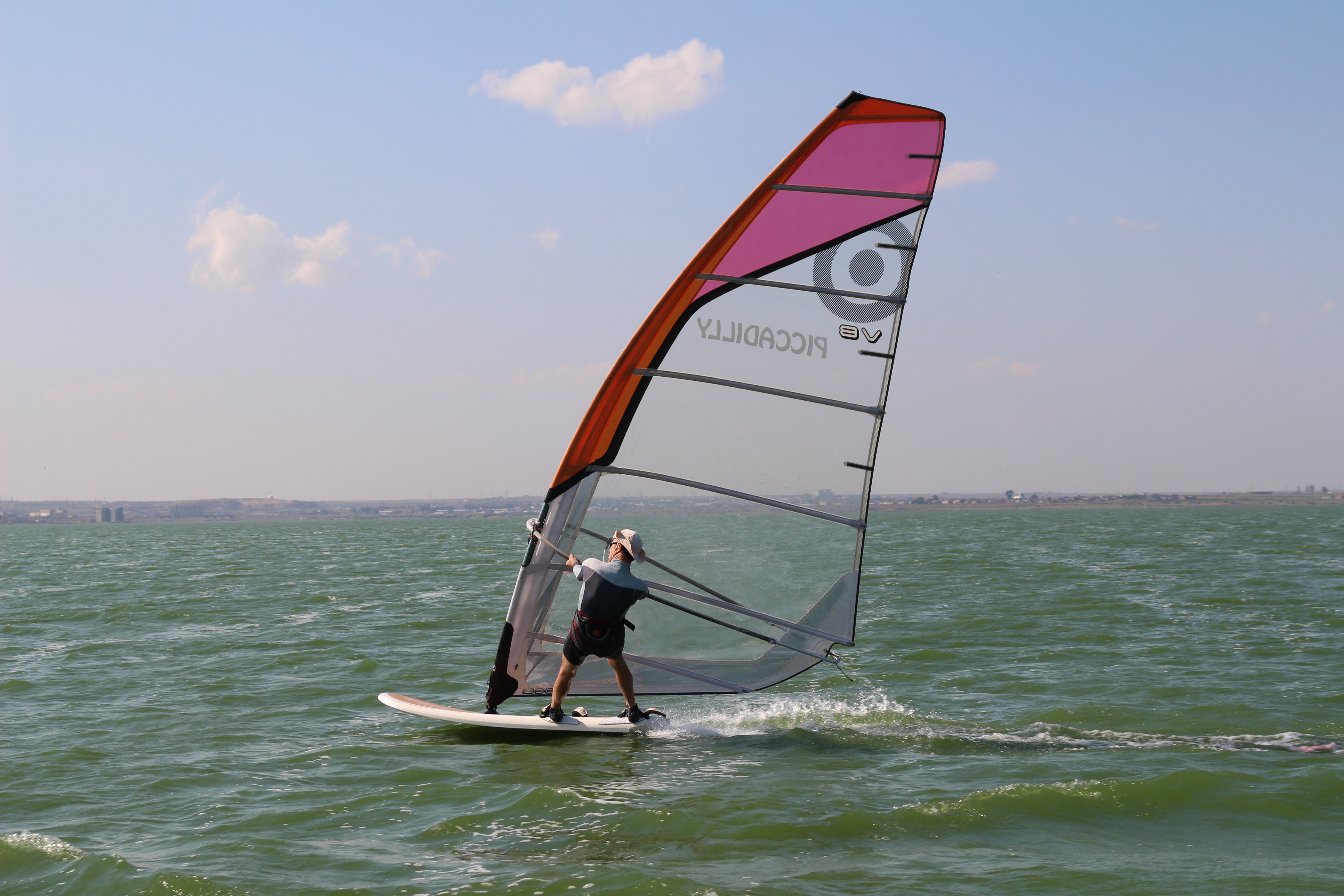
Formula Windsurfing

La Formula est une catégorie de planche à voile, dénommée aussi funboard.

## Description
La Formula est une jauge limitant :  
- la largeur du flotteur à 1,01 m ;
- la profondeur de l'aileron à 70 cm ;
- la surface de voile à 12,5 m² ;
- le nombre de voiles à 3.

On a donc une planche très large, courte et stable, supportant le plus souvent des voiles de grandes tailles. Bénéficiant des avancées techniques du milieu maritime et de l'industrie plastique, cette planche est légère et donc facile à maîtriser lorsque la voilure est réduite. Les constructeurs (BiC, Starboard, AHD, Exocet, ...) se sont intéressés à cette jauge car elle permet l'apparition d'une planche pour débutants stable, facile à prendre en main, et avec laquelle on obtient des sensations de glisse (planing) très tôt. Dès lors qu'elle est surtoilée, elle devient une planche de compétition.
Les planches répondant à cette jauge sont destinées à courir sur des ronds olympiques ou des parcours bananes (parcours effectués essentiellement au près et au vent arrière) entre 7 et 35 nœuds de vents.